# Малето
Малѐто (на италиански: Maletto, на сицилиански Malettu, Малету) е малко градче и община в Южна Италия, провинция Катания, автономен регион и остров Сицилия. Разположено е на 960 m надморска височина. Населението на общината е 4061 души (към 2010 г.).
В общинската територия се намира част от вулкана Етна. Главният център на общината се намира в подножието на планината.